# Кесарь и Галилеянин
«Ке́сарь и Галиле́янин» (норв. Kejser og Galilæer) — пьеса Генрика Ибсена.

## История создания
Пьеса была задумана Ибсеном в 1864 году. Во время своего четырёхлетнего пребывания в Риме (1864—1868) драматург активно собирал исторический материал. Ибсен начал писать текст драмы в 1871 году. В 1873 году драма была окончена и опубликована.

## Своеобразие произведения
«Кесарь и гагилеянин» — самое протяжённое произведение Ибсена. Оно состоит из двух частей, дополняющих друг друга.
Ибсен называет пьесу «мировой драмой в двух частях». Это неслучайно: в драме решаются проблемы устройства мира и государства, веры, идеала, власти. Все эти вопросы сложнейшим образом переплетены друг с другом и объединены как личностью главного героя — Юлиана Отступника, так и художественным воспроизведением исторического времени.
Для драматурга важна идея «третьего царства», которая постулируется устами философа Максима как нравственно-политический идеал. Времена язычества были царством плоти; с приходом христианства воцарился дух. Будущее должно объединить эти два начала. Это будущее понимается автором как сообщество благородных, гармонически развитых и свободных людей. В таком обществе не может быть подавления одной личности другими. Путь к этому единению людей — революция духа, то есть внутреннее перевоспитание душ.
Однако действительность, которую изображает драматург, свидетельствует о том, что эти идеи — лишь идеалистические мечтания. Столкновение язычества и христианства рождает только страдания.

## Сюжет
Главный герой двухчастной пьесы — Юлиан Отступник. В первой части он предстаёт перед нами юношей, братом действующего императора Констанция II и несостоявшегося наследника престола Галла, во второй — действующим императором.

### Часть первая. «Отступничество цезаря»
Юлиан, двоюродный брат императора Констанция II, живёт при дворе в христианском Константинополе, окружённый постоянной слежкой. Его наставник, учитель богословия Екиволий, боясь влияния, которое может оказать на молодого Юлиана софист Ливаний, распространяет по Константинополю стихи, позорящие Юлиана, приписывая их Ливанию. Юлиан узнаёт об этом от Агафона, сына виноградаря из Каппадокии. Констанций II объявляет свою волю — наследником императорского престола становится Галл, его двоюродный брат и единокровный брат Юлиана. Одновременно он изгоняет Ливания в Афины. Юлиан просит отправить его учиться в Пергам. Констанций выполняет это странное, на его взгляд, желание. Однако Юлиан тайком от императора уезжает в Афины.
В Афинах Юлиан общается с Ливанием, к которому вскоре теряет интерес, и христианскими богословами Григорием Назианзином и Василием Кесарийским, которые всё меньше и меньше оказывают влияние на него. Он увлекается учением мистика Максима, благодаря которому общается с потусторонним миром.
Убийство подозрительным Констанцием Галла освобождает для Юлиана дорогу к власти. Он получает в жёны Елену — сестру Констанция и дочь Константина Великого. Однако наслаждаться семейной жизнью ему приходится недолго: Елена отравлена подосланными Констанцием убийцами. В предсмертном бреду она открывает Юлиану не только свою не исчезнувшую любовь к его погибшему брату, но и измену.
Козни находящегося на смертном одре Констанция в любой момент могут стоить Юлиану жизни. Хитростью он добивается поддержки солдат. Дорога к императорскому трону открыта.

### Часть вторая. «Император Юлиан»
Став императором, Юлиан обнаруживает свою приверженность язычеству. Он не только восстанавливает языческие храмы, но и ограничивает в правах христиан, а в случае мятежей — открыто преследует их.

## Персонажи

### Часть первая. «Отступничество цезаря»
- Император Констанций
- Императрица Евсевия
- Елена, сестра императора
- Галл, двоюродный брат императора
- Юлиан, младший, единокровный брат Галла
- Мемнон, раб-эфиоп, телохранитель императора
- Потамон, золотых дел мастер
- Фокион, красильщик
- Евнапий, брадобрей
- Торговец фруктами
- Начальник отряда дворцовой гвардии
- Солдат
- Нарумяненная женщина
- Расслабленный
- Слепец нищий
- Агафон, сын виноградаря из Каппадокии
- Ливаний, софист и ритор
- Григорий Назианзин
- Василий Кесарийский
- Саллюстий Перрузийский
- Екиволий, учитель богословия
- Максим, мистик
- Евферий, домоправитель
- Леонтий, квестор
- Мирра, рабыня
- Деценций, трибун
- Синтула, начальник цезарских конюшен
- Оринасий, врач
- Флоренций, полководец
- Север, полководец
- Лаипсон, сотник
- Варрон, сотник
- Мавр, знаменосец

### Часть вторая. «Император Юлиан»
- Император Юлиан
- Невита, полководец
- Потамон, золотых дел мастер
- Кесарий Назианзин
- Фемистий, ритор
- Мамертин, ритор
- Урсул, государственный казначей
- Евнапий, брадобрей
- Варвара, сводник
- Екиволий, учитель богословия
- Евферий, домоправитель
- Медон, хлеботорговец
- Малк, сборщик податей
- Григорий Назианзин, брат врача Кесария
- Фокион, красильщик
- Публия, псаломщица
- Иларион, её сын
- Агафон Каппадокийский
- Епископ Марий Халкидонский
- Младший брат Агафона
- Гераклий, поэт
- Оривасий, врач императора
- Ливаний, ритор и старейшина антиохийский
- Аполлинарий, псалмопевец
- Кирилл, законоучитель
- Старый жрец Кибелы
- Фрроментин, младший военачальник
- Иовиан, старший военачальник
- Максим, мистик
- Нума, гадатель
- Ормизда, изгнанный персидский князь
- Анатолий, начальник отряда императорских телохранителей
- Приск, софист
- Китрон, софист
- Аммиан, младший военачальник
- Василий Кесарийский
- Макрина, сестра его
- Персидский перебежчик

## Театральные постановки
- Первая постановка пьесы состоялась 5 декабря 1896 года в Лейпциге

## Переводы
- На русский: Анна и Пётр Ганзен
- На русский: Ф. X. Золотаревская под редакцией И. П. Куприяновой и А. А. Юрьева (2006)